# Mohamed Fawzi Issa
Mohamed Fawzi Issa (Ad Daqahliyah, 14 januari 1945) is een Egyptisch oud-politieofficier, jurist en politicus. Na een loopbaan als politiecommandant, ging hij verder als advocaat en nam hij onder meer corruptiezaken van oud-politici op zich. Tijdens de verkiezingen van 2012 kandideerde hij zonder succes voor het presidentschap.

## Biografie
Fawzi werd geboren in het dorp Halla in Ad Daqahliyah ten noordoosten van Caïro. Zijn vader was lid van de raad van afgevaardigden van koning Faroek. In 1964 studeerde hij af op de politieacademie. Vervolgens werkte hij als politiecommandant op verschillende bureaus, en in andere overheidsfuncties.
In 1994, behaalde hij zijn graad in de rechten aan de Ain Shams-universiteit en hij vervolgde zijn loopbaan als advocaat. Hij staat bekend om de frauderechtszaken van oud-politici die hij op zich heeft genomen. Tot zijn cliënten  rekent hij onder meer het trio Amin Abaza, Zoheir Garana en Ahmed el-Maghrabi, drie van corruptie verdachte oud-ministers van het Moebarak-regime.
Hij was een kandidaat tijdens de presidentsverkiezingen van 2012 en in zijn campagne pleitte hij voor het terugbrengen van het gezonde verstand en rechtsorde in het land. Hij sprak lof uit voor de Opperste Raad van de Strijdkrachten (SCAF) en bestempelde de sit-ins na de Egyptische Revolutie als illegaal en een aanslag op de economie, die hij had willen aanzwengelen als hij tot president zou zijn gekozen. Hij begon aan de verkiezingen als outsider en eindigde evenredig op twee na onderaan.